# 新城街道 (阿尔山市)
新城街道，是中国内蒙古自治区兴安盟阿尔山市下辖的一个街道办事处。

## 行政区划
新城街道共辖以下地区：
虚拟和平社区。